# Salas de los Infantes
Salas de los Infantes és un municipi de la província de Burgos, a la comunitat autònoma de Castella i Lleó.

## Demografia
| 1991 | 1996 | 2001 | 2004 |
| ---- | ---- | ---- | ---- |
| 2112 | 2076 | 2053 | 2085 |

## Personatges il·lustres
- Juan Carlos Aparicio Pérez, ministre.